# Gino Bianco
Luigi Emilio Rodolfo „Gino“ Bertetti Bianco (* 22. Juli 1916 in Turin; † 8. Mai 1984 in Rio de Janeiro) war ein italienischer Automobilrennfahrer.

## Karriere
Gino Bianco wanderte 1928 mit seinen Eltern nach Brasilien aus, blieb aber italienischer Staatsbürger. Er absolvierte eine Lehre als Mechaniker und begann so im Motorsport Fuß zu fassen. Es folgten erste Versuche als Fahrer, zuerst bei nationalen Bergrennen in Brasilien, später auch an der Rundstrecke.
Mit Unterstützung von Eitel Cantoni und dessen Escuderia Bandeirantes kam er 1952 wieder nach Europa und beteiligte sich auf einem Maserati an vier Läufen zur Automobil-Weltmeisterschaft. Er debütierte beim Großen Preis von Großbritannien in Silverstone und erreichte mit Rang 18 seine einzige Platzierung bei einem WM-Lauf. Als die Erfolge ausblieben, verließ er nach dem Großen Preis von Italien Europa wieder in Richtung Brasilien und fuhr in den 1950er-Jahren noch sporadisch nationale Rennen in den verschiedensten Klassen.

## Statistik

### Statistik in der Automobil-Weltmeisterschaft

#### Gesamtübersicht
| Saison | Team                   | Chassis        | Motor           | Rennen | Siege | Zweiter | Dritter | Poles | schn. Rennrunden | Punkte | WM-Pos. |
| ------ | ---------------------- | -------------- | --------------- | ------ | ----- | ------- | ------- | ----- | ---------------- | ------ | ------- |
| 1952   | Escuderia Bandeirantes | Maserati A6GCM | Maserati 2.0 L6 | 4      | −     | −       | −       | −     | −                | −      | NC      |
| Gesamt | Gesamt                 | Gesamt         | Gesamt          | 4      | −     | −       | −       | −     | −                | −      |         |

#### Einzelergebnisse
| Saison | 1 | 2 | 3 | 4  | 5   | 6   | 7   | 8 |
| ------ | - | - | - | -- | --- | --- | --- | - |
| 1952   |   |   |   |    |     |     |     |   |
|        |   |   |   | 18 | DNF | DNF | DNF |   |

| Legende  | Legende            | Legende                                                          |
| Farbe    | Abkürzung          | Bedeutung                                                        |
| -------- | ------------------ | ---------------------------------------------------------------- |
| Gold     | –                  | Sieg                                                             |
| Silber   | –                  | 2. Platz                                                         |
| Bronze   | –                  | 3. Platz                                                         |
| Grün     | –                  | Platzierung in den Punkten                                       |
| Blau     | –                  | Klassifiziert außerhalb der Punkteränge                          |
| Violett  | DNF                | Rennen nicht beendet (did not finish)                            |
| Violett  | NC                 | nicht klassifiziert (not classified)                             |
| Rot      | DNQ                | nicht qualifiziert (did not qualify)                             |
| Rot      | DNPQ               | in Vorqualifikation gescheitert (did not pre-qualify)            |
| Schwarz  | DSQ                | disqualifiziert (disqualified)                                   |
| Weiß     | DNS                | nicht am Start (did not start)                                   |
| Weiß     | WD                 | zurückgezogen (withdrawn)                                        |
| Hellblau | PO                 | nur am Training teilgenommen (practiced only)                    |
| Hellblau | TD                 | Freitags-Testfahrer (test driver)                                |
| ohne     | DNP                | nicht am Training teilgenommen (did not practice)                |
| ohne     | INJ                | verletzt oder krank (injured)                                    |
| ohne     | EX                 | ausgeschlossen (excluded)                                        |
| ohne     | DNA                | nicht erschienen (did not arrive)                                |
| ohne     | C                  | Rennen abgesagt (cancelled)                                      |
| ohne     | keine WM-Teilnahme |                                                                  |
| sonstige | P/fett             | Pole-Position                                                    |
| sonstige | 1/2/3/4/5/6/7/8    | Punktplatzierung im Sprint-/Qualifikationsrennen                 |
| sonstige | SR/kursiv          | Schnellste Rennrunde                                             |
| sonstige | *                  | nicht im Ziel, aufgrund der zurückgelegten Distanz aber gewertet |
| sonstige | ()                 | Streichresultate                                                 |
| sonstige | unterstrichen      | Führender in der Gesamtwertung                                   |